# Remispora spitsbergenensis
Remispora spitsbergenensis är en svampart som beskrevs av K.L. Pang & Vrijmoed 2009. Remispora spitsbergenensis ingår i släktet Remispora och familjen Halosphaeriaceae.   Inga underarter finns listade i Catalogue of Life.